# مسجد محمدپاشا تکلو

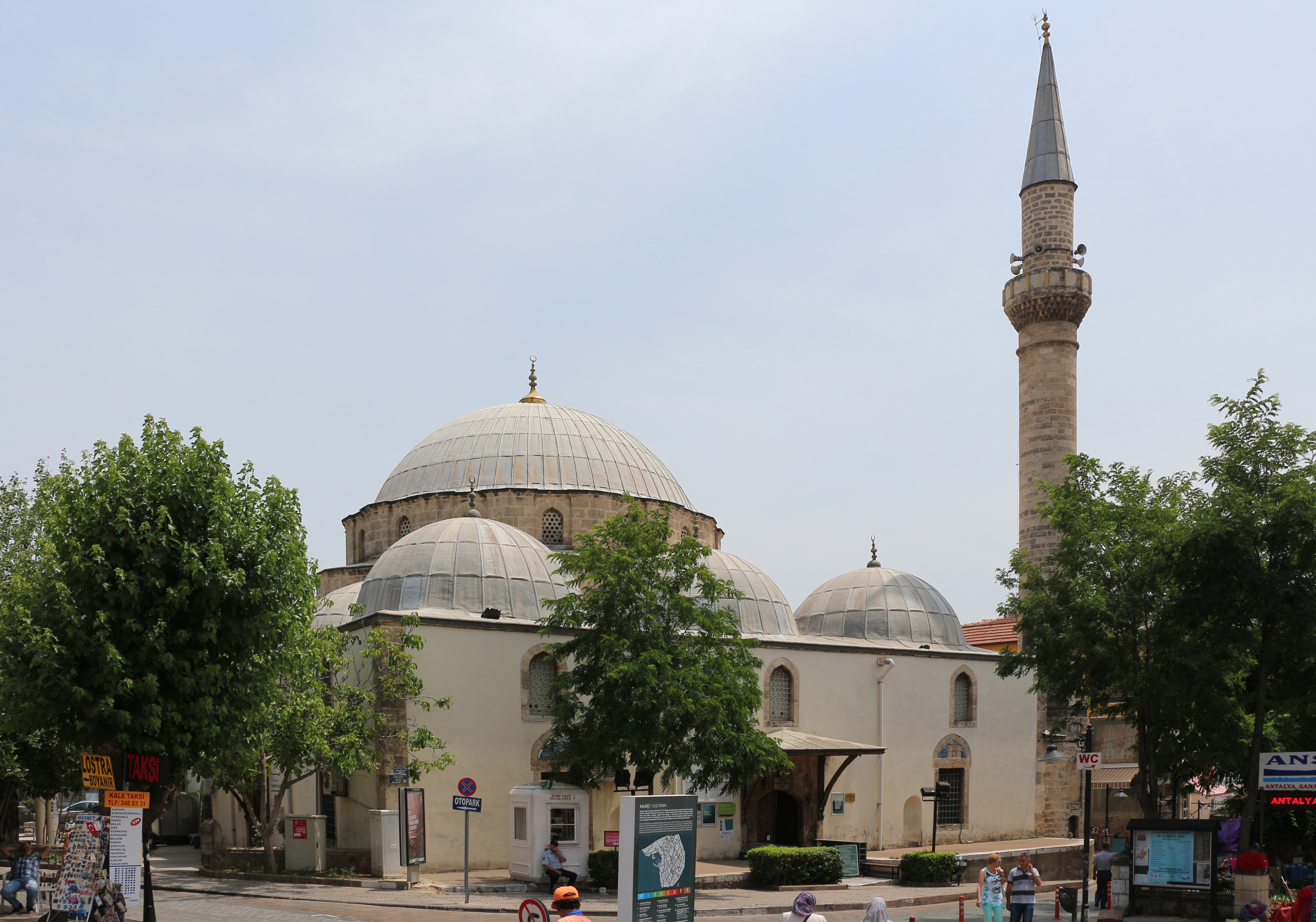

مسجد محمدپاشا تکلو (به ترکی استانبولی: Tekeli Mehmet Paşa Camii) مسجدی در شهر آنتالیا کشور ترکیه است. نام مسجد از محمدپاشا تکلو، وزیر اعظم دربار امپراتوری عثمانی در دوران سلطان مراد سوم گرفته‌است. این مسجد که در ورودی محوطه تاریخی کالاایچی، پشت برج ساعت قرار دارد و برآورد می‌شود حدود چهارصد سال پیش ساخته شده‌است. این بنا از سال ۲۰۱۸ در حال مرمت است.

## معماری

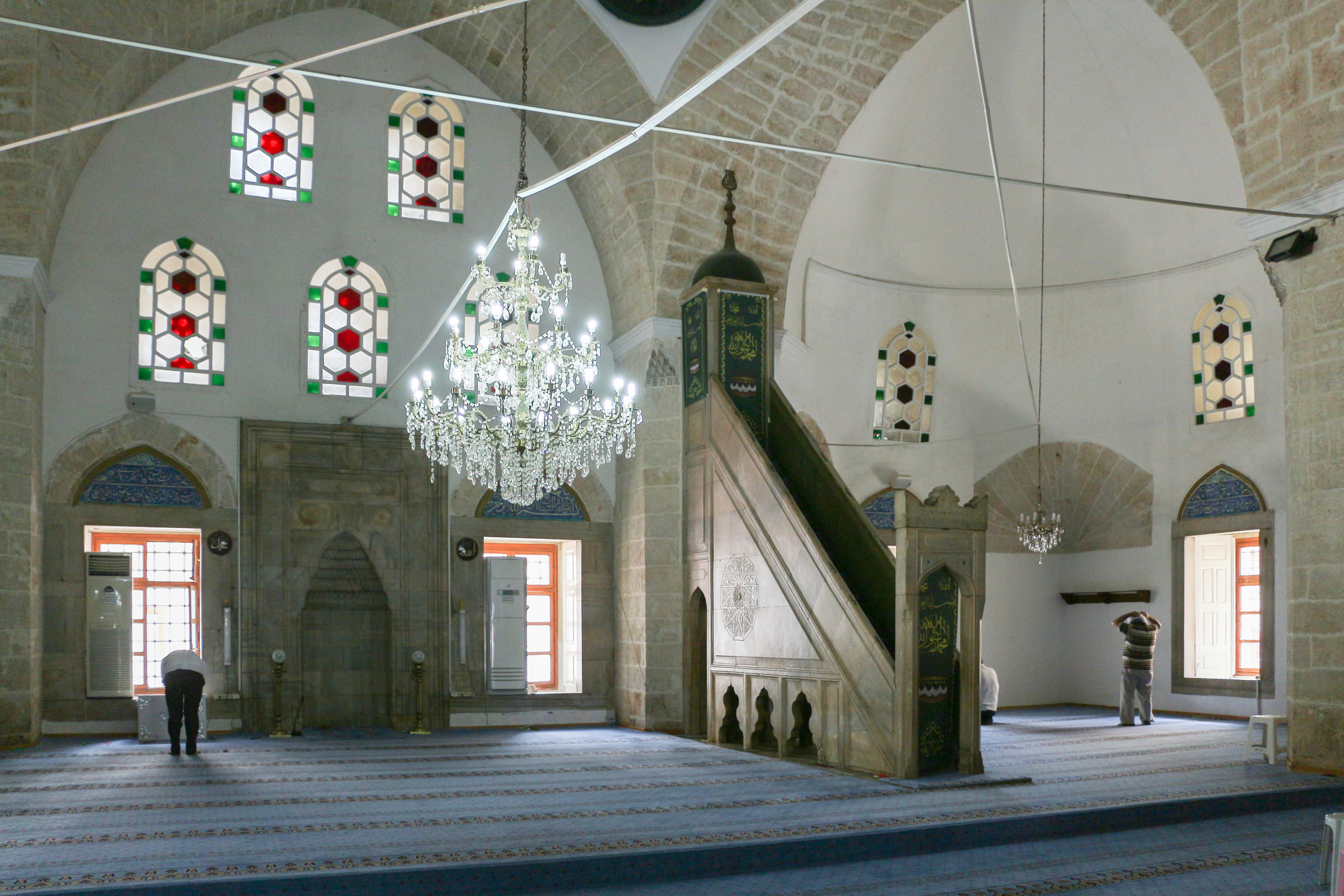

این مسجد در قرن هجدهم در منطقه کالاکاپیسی (Kalekapisi) ساخته شده و یکی از مهمترین مساجد عثمانی در این شهر است. گنبد اصلی که بر روی یک لبه بلند قرار دارد، توسط سه نیمه گنبد، یکی در جهت‌های شرقی، غربی و جنوبی و همچنین با سه گنبد در ضلع شمالی پشتیبانی می‌شود. پنل‌های کاشی‌کاری شده‌ای وجود دارد که با آیات قرآن به خط تعلیق تزئین شده‌اند و بر روی لونهای قوس‌دار پنجره‌های نمای شمالی مسجد و داخل آن قرار گرفته‌است. داخل مسجد قصیده‌ای از یک شاعر مصری مربوط به سال ۱۱۴۰ بر روی دیوارها نقش بسته‌است.

## تاریخ
طبق پیش فرض‌های باستان شناسان و مورخان، این مسجد در اواخر قرن شانزدهم و اوایل قرن هفدهم ساخته شده‌است و از تاریخ ساخت و نام معمار اطلاعات دقیقی در دست نیست. در پنجاه سال اخیر، مسجد بازسازی شده‌است. در سال ۲۰۱۸، مناره و قسمت غربی گنبد بازسازی شد که قرار است تا سال ۲۰۲۰ به پایان برسد.

## نگارخانه

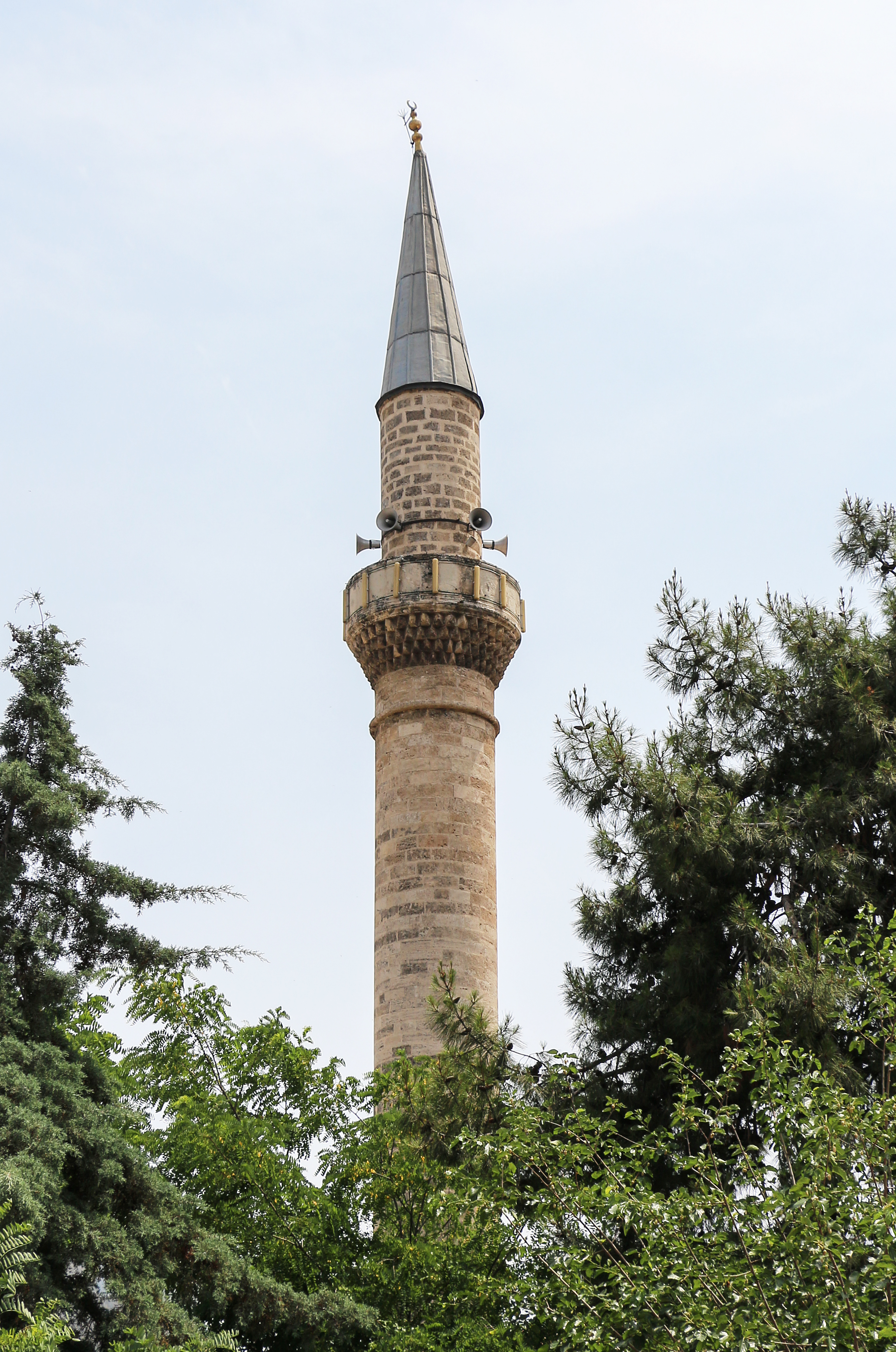
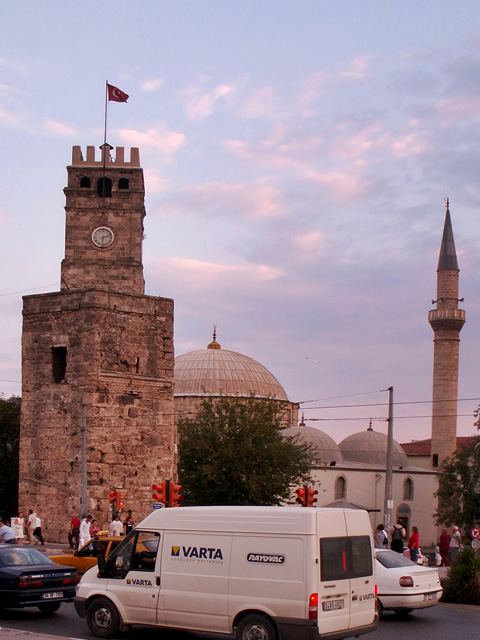
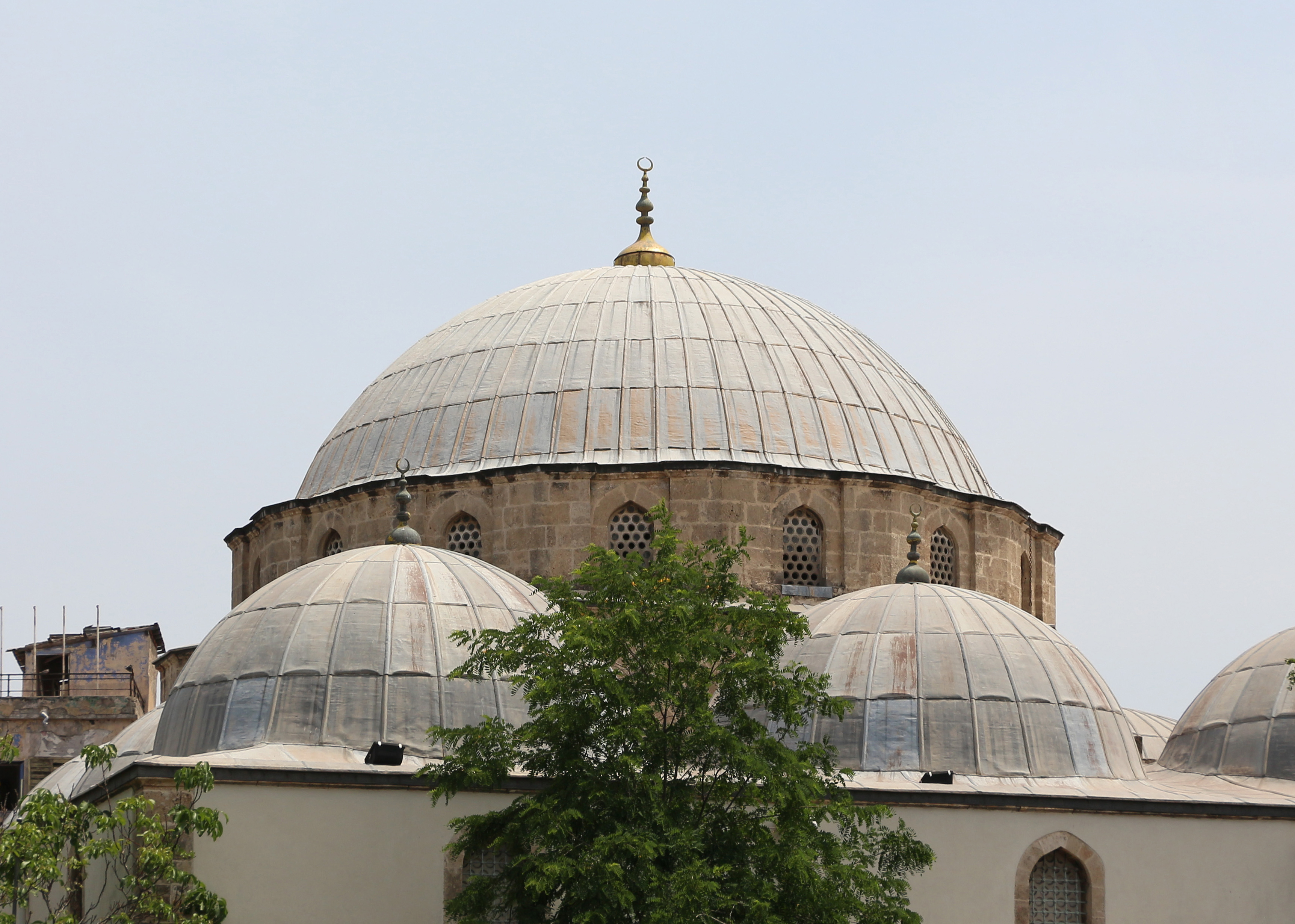
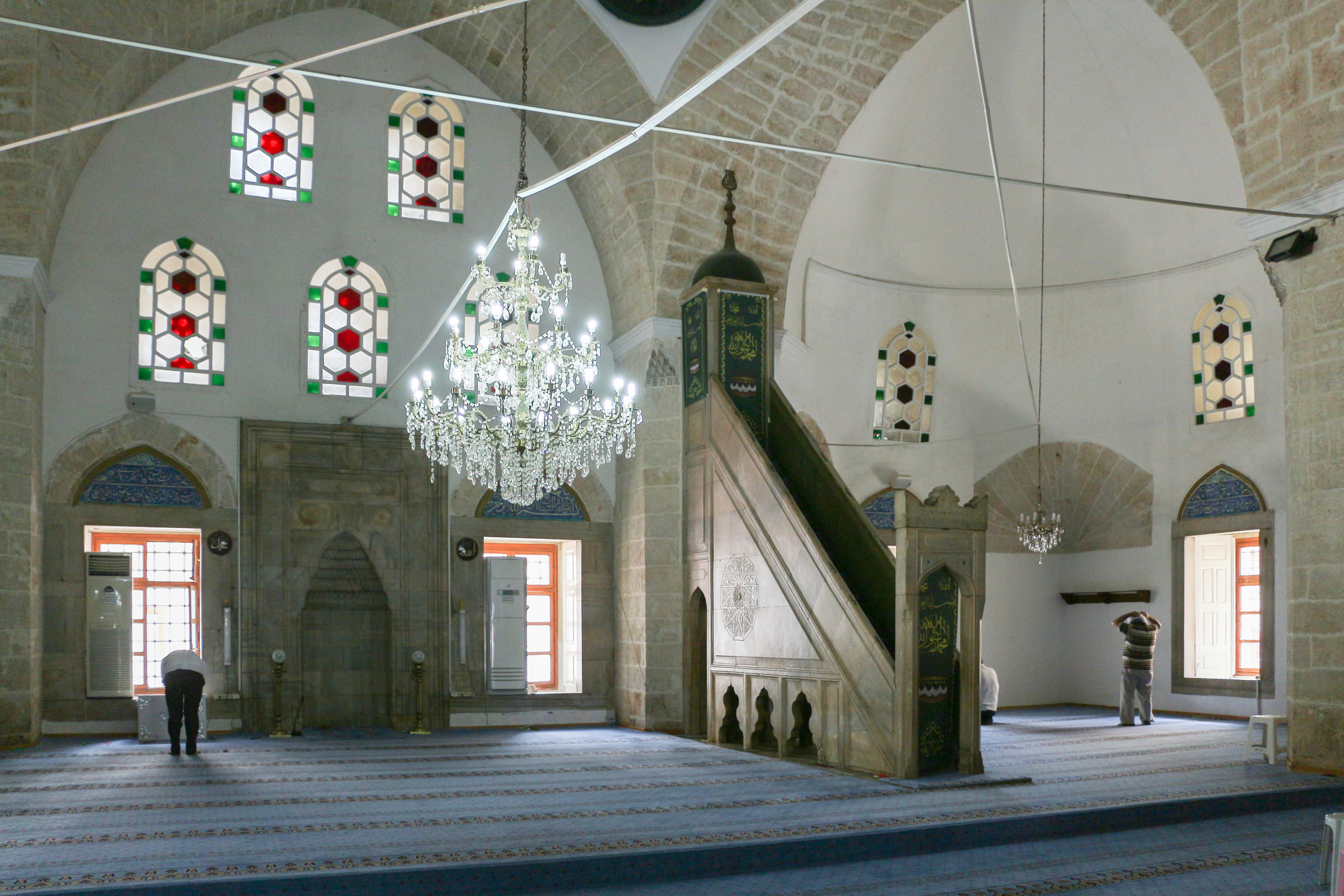
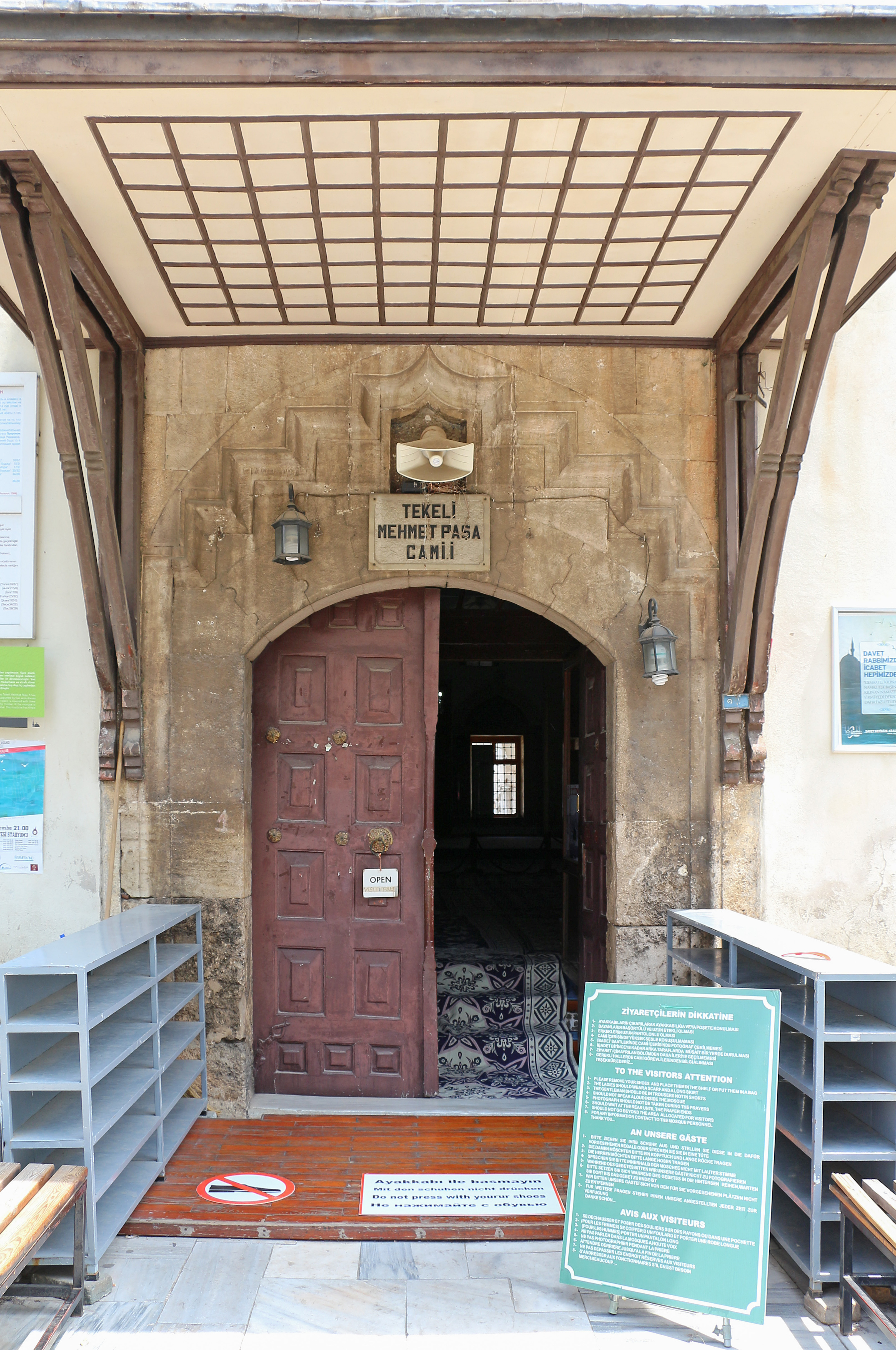